# Crosniera wennerae
Crosniera wennerae is een tienpotigensoort uit de familie van de Callianideidae. De wetenschappelijke naam van de soort is voor het eerst geldig gepubliceerd in 2007 door Heard & King.